# Helina coniformis
Helina coniformis este o specie de muște din genul Helina, familia Muscidae. A fost descrisă pentru prima dată de Stein în anul 1903. Conform Catalogue of Life specia Helina coniformis nu are subspecii cunoscute.